# 3266 Bernardus
3266 Bernardus è un asteroide della fascia principale. Scoperto nel 1978, presenta un'orbita caratterizzata da un semiasse maggiore pari a 1,9084047 UA e da un'eccentricità di 0,1100108, inclinata di 26,37812° rispetto all'eclittica.